# Megachile judaea
Megachile judaea är en biart som beskrevs av Borek Tkalcu 1999. Megachile judaea ingår i släktet tapetserarbin, och familjen buksamlarbin. Inga underarter finns listade i Catalogue of Life.